# Oxhufoud
Das Oxhufoud (Schreibweise in der Literatur mitunter Oxhuvud) war ein schwedisches Volumenmaß für Flüssigkeiten. Es entsprach dem allgemein bekannten Oxhoft. Die als Basismaß angenommene Kanna (Kanne) rechnete man mit 2,61719 Liter.
- 1 Oxhufoud = 90 Kannor = 235,584 Liter[1]
- 4 Oxhuvuden = 2 Pipor = 1 Foder (Fuder) = 6 Am = 24 Ankere (Anker) = 360 Kannor[2]